# Kaluru, Davanagere
Kaluru là một làng thuộc tehsil Davanagere, huyện Davanagere, bang Karnataka, Ấn Độ.